# غائب مولود مخلص
الدكتور غائب مولود مخلص باشا التكريتي الموصلي هو طبيب وسياسي عراقي، ولد سنة 1930.
والده هو مولود مخلص باشا، والذي كان ضابطا عراقيا، ومن قادة الثورة العربية الكبرى وعين بعدها حاكما عسكريا لدير الزور، وكان رئيسا لمجلس الأعيان.
تخرج غائب مولود مخلص باشا من كلية الطب في جامعة جنيف عام 1954، وحصل على الدبلوم العالي في أمراض المناطق الحارة عام 1964، ودبلوم عال في علم الوبائيات عام 1973، وشهادة الدكتوراه في علم الوبائيات من جامعة بروكسل عام 1975، وبكالوريوس في القانون من الجامعة المستنصرية.
كان أول من أدخل نظام البطاقة الصحية المدرسية في العراق.
شغل منصب وزير الشؤون البلدية والقروية بين عامي 1968 و 1970.
شغل منصب سفير للعراق في كل من بلجيكا وهولندا ولوكسمبورغ واليونان. أنهى مهمته في وزارة الخارجية عام 1978، وعين رئيس فرع طب المجتمع في كلية الطب في جامعة بغداد.